# Erik Kirschbaum
Erik Kirschbaum (* 1960 in New York City, New York) ist ein US-amerikanischer Journalist und Auslandskorrespondent.

## Leben
Kirschbaum studierte Deutsch und Geschichte an der University of Wisconsin–Madison und erhielt dort einen Bachelor. Danach arbeitete er als Korrespondent für verschiedene Zeitungen und für Associated Press. Für Associated Press zog er 1989 nach Frankfurt am Main. Ab 1990 wurde er dort für Reuters tätig und berichtete über Wirtschaftsthemen. 1993 zog er nach Berlin und war als Korrespondent für Politik und Nachrichten tätig. Als solcher berichtete er aus Wien über dortige Politik- und Wirtschaftsthemen sowie von den Jugoslawienkriegen. Nach seiner Rückkehr nach Berlin arbeitete Kirschbaum als freier Journalist für verschiedene US-amerikanische Zeitungen und Zeitschriften. 1996 wurde er wieder für Reuters tätig. Seit 2015 ist er erneut als freier Journalist tätig, unter anderem für die Los Angeles Times.
Er verfasste einige Bücher, unter anderem zu Deutschamerikanern.
Kirschbaum war langjährig in dem Verein der Ausländischen Presse in Deutschland aktiv. So fungierte er von 2009 bis 2012 als dessen Schatzmeister, war von 2012 bis 2013 stellvertretender Vorsitzender und von 2013 bis 2014 Vorsitzender des Vereins.

## Werke
- Erik Kirschbaum: The Eradication of German Culture in the United States 1917–1918 = Die Auslöschung deutscher Kultur in den Vereinigten Staaten 1917–1918 (= American German Studies, Band 2). Heinz, Stuttgart 1986, ISBN 3-88099-617-2
- Erik Kirschbaum: Rocking the Wall. Bruce Springsteen. The Berlin concert, that changed the world. Berlinica, New York 2013, ISBN 978-1-935902-75-1, ISBN 978-1-935902-73-7
  - deutsch als: Erik Kirschbaum (Verfasser), Thomas Krumenacker (Übersetzung), Herbert Schulze (Fotos): Rocking the Wall. Bruce Springsteen in Ost-Berlin 1988. Das legendäre Konzert. Berlinica, New York, 2014, ISBN 978-1-935902-78-2
  - deutsch als: Erik Kirschbaum (Verfasser), Thomas Krumenacker (Übersetzung): Rocking the Wall. Bruce Springsteen in Ost-Berlin 1988. Das legendäre Konzert. Osnaton Verlag, Brühl [2016], ISBN 978-3-9811337-7-6
- Erik Kirschbaum: Soccer without Borders. Jürgen Klinsmann.
  - deutsch als: Erik Kirschbaum (Verfasser), Maike Kessler (Übersetzung): Jürgen Klinsmann. Fußball ohne Grenzen. Osnaton Verlag, Brühl [2016], ISBN 978-3-9811337-6-9
- Erik Kirschbaum: Burning Beethoven. The Eradication of German Culture in the United States during World War I. Berlinica, New York 2014, ISBN 978-1-935902-85-0
  - deutsch als: Erik Kirschbaum (Verfasser), Klaus-Peter Kubiak (Übersetzung): Geteert – gefedert – gelyncht. Die Verfolgung deutscher Einwanderer in den USA während des Ersten Weltkrieges. Ein vergessenes Kapitel der amerikanischen Geschichte. Osnaton Verlag, Brühl [2017], ISBN 978-3-9818378-0-3